# 聂绍昌
聂绍昌（1577年—1622年），字元玉，一字繩之，號井愚，四川叙州府富顺县人，明朝政治人物，同进士出身。

## 生平
萬曆十九年辛卯科四川乡试举人，曾任四川长寿县学教谕，三十五年（1607年）登丁未科進士。萬曆三十六年（1608年）接替熊剑化任华亭县知县一职，萬曆三十八年（1610年）由吴之甲接任。四十八年擢福建道監察御史，巡按陕西甘肃，以清直著，天启二年卒，祀鄉賢祠。

## 家族
曾祖聶亨，县主簿。祖父聶登，贡士。父聶夢龍。母曾氏，継母萬氏。兄継昌。弟绍光、縉昌、缵昌、永昌。子聶一心、聶格心，鄉試舉人。一心官山西汾陽道。